# Crispin du Bec
Crispin du Bec también Crespin-Ansgot (Latín: Ansgothus Crispinus, c. 945-1010), fue un noble normando, señor de Bec-Crespin, en Eure. Hijo de Guillermo de Bec. Su feudo estaba localizado en Bec-de-Mortagne, situado a unos cinco kilómetros de Colleville-sur-Mer, y de ahí proviene su nombre. La genealogía de la familia de Bec-Crespin es de las más controvertidas de Normandía, existen muchas versiones y lagunas que han despertado la fantasía de muchos a lo largo de la historia. La atribución de la paternidad de Crispin a cierto personaje llamado Grimaldus de Mónaco, fue inventada para solemnizar la dinastía del principado pero que no goza de aceptación de ninguna fuente legítima. El linaje de los primeros Crispin y de sus parientes cercanos quedó registrado en antiguas cartas en posesión de notables anticuarios franceses, que afirman la ascendencia danesa de la estirpe. Guillermo de Bec era hijo de Rollo Turstain Brico, uno de los barones y sobrino de Hrolf Ganger. No obstante la baronía de Bec-Crespin no fue proclamada hasta Gilbert IV Crispin (c. 1120-1190), señor de Tillières.

## Debate sobre la dinastía Crispin-Grimaldi
Existe una gran controversia en la genealogía de la dinastía Bec-Crispín pues en algunas fuentes se le ha reivindicado a Crispin du Bec como hijo del príncipe Grimaldo de Mónaco y una presunta hija de Hrolf Ganger llamada Crispina, aunque este relato parece haber sido inventado y no es generalmente aceptado por la comunidad de historiadores.
La genealogía Crispin/Grimaldi fue compuesta en 1646 por Charles de Venasque-Ferriol secretario de Honorato II de Mónaco. Contó con la asistencia del historiador Jean Le Laboureur, de Renée du Bec-Crispin, y su esposo, Jean-Baptiste Budes, conde de Guebriant y Mariscal de Francia (1602-1643). Su composición se tituló Historica Et Genelogica Grimalda Gentis Arbor. Las poderosas familias implicadas en la Historica deseaban una ascendencia carolingia. Carlos III de Mónaco tachó este pedigrí de falso (no hubo Príncipe de Mónaco hasta el siglo XIII), y ordenó a sus sucesivos archivistas, Cais de Pierlas, Saige y Labande, que redactaran una correcta, basada en documentos auténticos y no ambiguos y falsificados. La única relación entre los Crispin de Normandía y la familia Grimaldi es que ambos tenían los mismos escudos de armas, plata y de gules, pero, con un escudo tan simple, no se le puede dar mayor credibilidad. Esta línea genealógíca se considera pues, a todas luces, ficticia. 

## Herencia
Crispin du Bec, se casó con Hawise (Heloise) de Guînes, hija de Siegfried de Guînes. Crispín y Heloise fueron padres de varios hijos, a destacar:
- Gilbert Crispin de Tillières;
- Herluin de Bec, abad;
- Roger de Bonneville [du Bec];
- Eudes [Odo] du Bec;
- Raoul du Bec, (le Mareschal, m. 1089). Padre de Turstin fitz Rolf y Goisfrid FitzRou du Bec.